# Arthur Numan
Arthur Numan (Heemskerk, 14 december 1969) is een voormalig Nederlands voetballer, voetbaltrainer en voetbalscout. Hij won als aanvoerder van het elftal één keer het Nederlands landskampioenschap met PSV. In dienst van Rangers werd hij ook drie keer kampioen van Schotland. Numan was van 1992 tot en met 2002 ook international in het Nederlands voetbalelftal, waarvoor hij 45 interlands speelde.

## Carrière
Numan debuteerde in het seizoen 1987/88 in het betaald voetbal bij HFC Haarlem, op dat moment actief in de Eredivisie. Hij speelde dat seizoen zeven competitiewedstrijden en trof daarin eenmaal doel. In de volgende jaren was Numan basisspeler. Na een negende en tiende plaats in zijn eerste twee seizoenen, degradeerde hij in 1989/90 met Haarlem naar de Eerste divisie.
Numan speelde een half jaar met Haarlem in de Eerste divisie, waarop FC Twente hem in de winterstop van 90/91 terughaalde naar het hoogste niveau. Met de Overijsselse club werd hij twee jaar achter elkaar zesde. Hij wekte in die tijd de interesse van PSV, de kampioen van 1991/92. Dat nam hem na dat seizoen voor 2,8 miljoen gulden over. De zes jaar die Numan vervolgens doorbracht bij PSV, vormden een tijd waarin met name titelconcurrent Ajax sportief piekte. Numan won, als aanvoerder, mede daardoor één keer het Nederlands kampioenschap met de club, in 1996/97. Daarnaast won hij met PSV één keer de KNVB beker en meermaals de Nederlandse Supercup.
PSV verkocht Numan in 1998 voor zeventien miljoen gulden aan Rangers. Daarmee bleef hij in de laatste vijf seizoenen van zijn profcarrière drie keer Celtic voor in de strijd om het Schots kampioenschap. Ook won hij vier keer de Scottish Cup en drie keer de Scottish League Cup met de club.

### Clubstatistieken
| Seizoen | Club        | Competitie              | wed. | goals |
| ------- | ----------- | ----------------------- | ---- | ----- |
| 1987/88 | HFC Haarlem | Eredivisie              | 7    | 1     |
| 1988/89 | HFC Haarlem | Eredivisie              | 32   | 0     |
| 1989/90 | HFC Haarlem | Eredivisie              | 32   | 2     |
| 1990/91 | HFC Haarlem | Eerste divisie          | 20   | 2     |
| 1990/91 | FC Twente   | Eredivisie              | 20   | 4     |
| 1991/92 | FC Twente   | Eredivisie              | 29   | 3     |
| 1992/93 | PSV         | Eredivisie              | 24   | 5     |
| 1993/94 | PSV         | Eredivisie              | 33   | 10    |
| 1994/95 | PSV         | Eredivisie              | 32   | 5     |
| 1995/96 | PSV         | Eredivisie              | 27   | 2     |
| 1996/97 | PSV         | Eredivisie              | 31   | 2     |
| 1997/98 | PSV         | Eredivisie              | 31   | 2     |
| 1998/99 | Rangers     | Scottish Premier League | 10   | 0     |
| 1999/00 | Rangers     | Scottish Premier League | 30   | 1     |
| 2000/01 | Rangers     | Scottish Premier League | 22   | 0     |
| 2001/02 | Rangers     | Scottish Premier League | 30   | 1     |
| 2002/03 | Rangers     | Scottish Premier League | 26   | 1     |

### Interlands
Numan speelde 45 keer voor het Nederlands elftal. Onder leiding van bondscoach Dick Advocaat maakte hij op 14 oktober 1992 zijn debuut voor Oranje, in een WK-kwalificatiewedstrijd tegen Polen (2-2). Numan moest in dat duel na 40 minuten plaatsmaken voor Gerald Vanenburg. Hij was er onder andere bij op het EK van 1996 in Engeland, waarin in de kwartfinale van Frankrijk werd verloren. Ook was Numan actief op het WK in de Verenigde Staten (1994), Frankrijk (1998) en het EK in Nederland en België in 2000. Hij scoorde nooit voor Oranje. In 2003 zette hij een punt achter zijn carrière.
| Interlands van Arthur Numan voor Nederland | Interlands van Arthur Numan voor Nederland | Interlands van Arthur Numan voor Nederland | Interlands van Arthur Numan voor Nederland | Interlands van Arthur Numan voor Nederland | Interlands van Arthur Numan voor Nederland |
| №                                          | Datum                                      | Wedstrijd                                  | Uitslag                                    | Competitie                                 | Doelpunten                                 |
| Als speler van PSV                         | Als speler van PSV                         | Als speler van PSV                         | Als speler van PSV                         | Als speler van PSV                         | Als speler van PSV                         |
| ------------------------------------------ | ------------------------------------------ | ------------------------------------------ | ------------------------------------------ | ------------------------------------------ | ------------------------------------------ |
| 1                                          | 14 oktober 1992                            | Nederland – Polen                          | 2 – 2                                      | WK-kwalificatie                            | 0                                          |
| 2                                          | 16 december 1992                           | Turkije – Nederland                        | 1 – 3                                      | WK-kwalificatie                            | 0                                          |
| 3                                          | 19 januari 1994                            | Tunesië – Nederland                        | 2 – 2                                      | Vriendschappelijk                          | 0                                          |
| 4                                          | 27 mei 1994                                | Nederland – Schotland                      | 3 – 1                                      | Vriendschappelijk                          | 0                                          |
| 5                                          | 4 juli 1994                                | Nederland – Ierland                        | 2 – 0                                      | WK-eindronde                               | 0                                          |
| 6                                          | 16 november 1994                           | Nederland – Tsjechië                       | 0 – 0                                      | EK-kwalificatie                            | 0                                          |
| 7                                          | 14 december 1994                           | Nederland – Luxemburg                      | 5 – 0                                      | EK-kwalificatie                            | 0                                          |
| 8                                          | 18 januari 1995                            | Nederland – Frankrijk                      | 0 – 1                                      | Vriendschappelijk                          | 0                                          |
| 9                                          | 26 april 1995                              | Tsjechië – Nederland                       | 3 – 1                                      | EK-kwalificatie                            | 0                                          |
| 10                                         | 7 juni 1995                                | Wit-Rusland – Nederland                    | 1 – 0                                      | EK-kwalificatie                            | 0                                          |
| 11                                         | 6 september 1995                           | Nederland – Wit-Rusland                    | 1 – 0                                      | EK-kwalificatie                            | 0                                          |
| 12                                         | 11 oktober 1995                            | Malta – Nederland                          | 0 – 4                                      | EK-kwalificatie                            | 0                                          |
| 13                                         | 15 november 1995                           | Nederland – Noorwegen                      | 3 – 0                                      | EK-kwalificatie                            | 0                                          |
| 14                                         | 29 mei 1996                                | Nederland – China                          | 2 – 0                                      | Vriendschappelijk                          | 0                                          |
| 15                                         | 31 augustus 1996                           | Nederland – Brazilië                       | 2 – 2                                      | Vriendschappelijk                          | 0                                          |
| 16                                         | 9 november 1996                            | Nederland – Wales                          | 7 – 1                                      | WK-kwalificatie                            | 0                                          |
| 17                                         | 14 december 1996                           | België – Nederland                         | 0 – 3                                      | WK-kwalificatie                            | 0                                          |
| 18                                         | 26 februari 1997                           | Frankrijk – Nederland                      | 2 – 1                                      | Vriendschappelijk                          | 0                                          |
| 19                                         | 29 maart 1997                              | Nederland – San Marino                     | 4 – 0                                      | WK-kwalificatie                            | 0                                          |
| 20                                         | 2 april 1997                               | Turkije – Nederland                        | 1 – 0                                      | WK-kwalificatie                            | 0                                          |
| 21                                         | 30 april 1997                              | San Marino – Nederland                     | 0 – 6                                      | WK-kwalificatie                            | 0                                          |
| 22                                         | 4 juni 1997                                | Zuid-Afrika – Nederland                    | 0 – 2                                      | Vriendschappelijk                          | 0                                          |
| 23                                         | 6 september 1997                           | Nederland – België                         | 3 – 1                                      | WK-kwalificatie                            | 0                                          |
| 24                                         | 11 oktober 1997                            | Nederland – Turkije                        | 0 – 0                                      | WK-kwalificatie                            | 0                                          |
| 25                                         | 21 februari 1998                           | Verenigde Staten – Nederland               | 0 – 2                                      | Vriendschappelijk                          | 0                                          |
| 26                                         | 24 februari 1998                           | Mexico – Nederland                         | 2 – 3                                      | Vriendschappelijk                          | 0                                          |
| 27                                         | 27 mei 1998                                | Nederland – Kameroen                       | 0 – 0                                      | Vriendschappelijk                          | 0                                          |
| 28                                         | 1 juni 1998                                | Nederland – Paraguay                       | 5 – 1                                      | Vriendschappelijk                          | 0                                          |
| 29                                         | 5 juni 1998                                | Nederland – Nigeria                        | 5 – 1                                      | Vriendschappelijk                          | 0                                          |
| 30                                         | 13 juni 1998                               | België – Nederland                         | 0 – 0                                      | WK-eindronde                               | 0                                          |
| 31                                         | 20 juni 1998                               | Zuid-Korea – Nederland                     | 0 – 5                                      | WK-eindronde                               | 0                                          |
| 32                                         | 25 juni 1998                               | Mexico – Nederland                         | 2 – 2                                      | WK-eindronde                               | 0                                          |
| 33                                         | 29 juni 1998                               | Nederland – Joegoslavië                    | 2 – 1                                      | WK-eindronde                               | 0                                          |
| 34                                         | 4 juli 1998                                | Argentinië – Nederland                     | 1 – 2                                      | WK-eindronde                               | 0                                          |
| 35                                         | 11 juli 1998                               | Kroatië – Nederland                        | 2 – 1                                      | WK-eindronde                               | 0                                          |
| Als speler van Glasgow Rangers             |                                            |                                            |                                            |                                            |                                            |
| 36                                         | 23 februari 2000                           | Nederland – Duitsland                      | 2 – 1                                      | Vriendschappelijk                          | 0                                          |
| 37                                         | 29 maart 2000                              | België – Nederland                         | 2 – 2                                      | Vriendschappelijk                          | 0                                          |
| 38                                         | 26 april 2000                              | Nederland – Schotland                      | 0 – 0                                      | Vriendschappelijk                          | 0                                          |
| 39                                         | 21 juni 2000                               | Nederland – Frankrijk                      | 3 – 2                                      | EK-eindronde                               | 0                                          |
| 40                                         | 25 juni 2000                               | Nederland – Joegoslavië                    | 6 – 1                                      | EK-eindronde                               | 0                                          |
| 41                                         | 1 september 2001                           | Ierland – Nederland                        | 1 – 0                                      | WK-kwalificatie                            | 0                                          |
| 42                                         | 5 september 2001                           | Nederland – Estland                        | 5 – 0                                      | WK-kwalificatie                            | 0                                          |
| 43                                         | 6 oktober 2001                             | Nederland – Andorra                        | 4 – 0                                      | WK-kwalificatie                            | 0                                          |
| 44                                         | 27 maart 2002                              | Nederland – Spanje                         | 1 – 0                                      | Vriendschappelijk                          | 0                                          |
| 45                                         | 19 mei 2002                                | Verenigde Staten – Nederland               | 0 – 2                                      | Vriendschappelijk                          | 0                                          |

### Trainer
In 2008 werd Numan teamchef en assistenttrainer bij Nederland B onder Johan Neeskens. Na een jaar werd Nederland B opgeheven en vanaf juli 2009 vervult hij dezelfde functies bij Jong Oranje onder trainer Cor Pot. Daarna is hij scout geworden van diverse clubs. In 2011 bijvoorbeeld bij Aston Villa en heden is hij dat bij AZ in Alkmaar.

## Autobiografie
In 2007 verscheen de autobiografie van Arthur Numan: Oranje and Blue.

## Erelijst
| Competitie                                  | Aantal | Jaren                              |     |     |
| PSV                                         | PSV    | PSV                                | PSV | PSV |
| ------------------------------------------- | ------ | ---------------------------------- | --- | --- |
| Eredivisie                                  | 1x     | 1996/97                            |     |     |
| KNVB beker                                  | 1x     | 1995/96                            |     |     |
| Nederlandse Supercup / Johan Cruijff Schaal | 3x     | 1992, 1996, 1997                   |     |     |
| Rangers                                     |        |                                    |     |     |
| Scottish Premier League                     | 3x     | 1998/99, 1999/00, 2002/03          |     |     |
| Scottish Cup                                | 4x     | 1998/99, 1999/00, 2001/02, 2002/03 |     |     |
| Scottish League Cup                         | 3x     | 1998/99, 2001/02, 2002/03          |     |     |